# Karabossa
Karabossa bzw. Carabosse ist der Name eines Fabelwesens, das vor allem in im 17./18. Jahrhundert populären französischen und englischen Märchen eine Rolle spielt. Das französische Wort bosse bedeutet ‚Beule, Höcker’.

## Literarische Figur
Marie-Catherine d’Aulnoy (syn. Baronne d'Aulnoy, Madame d'Aulnoy)  (1651–1705) war eine französische Schriftstellerin, die für ihre Märchen bekannt war. Dabei waren ihre Geschichten weniger für Kinder gedacht, sondern vielmehr zum Vorlesen vor Erwachsenen in den Pariser Salons der damaligen Zeit. In ihrem Märchen La Princesse Printanière (engl. Princess Mayblossom) kommt die junge Prinzessin Frühling durch die böse Fee Carabosse in vielerlei Schwierigkeiten.
In seinem 1764 erstmals erschienenen Roman über die Der Sieg der Natur über die Schwärmerei oder die Abenteuer des Don Sylvio von Rosalva notierte Christoph Martin Wieland „Es giebt bekannter Maßen zweyerley Arten von Feen, gute und böse. Ordentlicher Weise sind jene die schönsten Damen von der Welt, und diese die häßlichsten Mißgeburten, die man sich vorstellen kann. Von den letztern ist Karabosse eine der ausgezeichnetsten. In dem Mährchen La Princesse Printannière wird sie als ein häßliches Thier geschildert, mit krummen Beinen, einem großen Höcker, schielenden Augen, einer kohlschwarzen Haut, und zu einem sehr kurzen dicken Leib mit einem so großen Kopfe, daß ihre Knie am Kinn anstießen. Sie kam in einem von zwey häßlichen kleinen Zwergen geschobenen Schubkarren an, um sich der Königin Mutter der Prinzessin Printanniere, zur Säugamme anzutragen; und alle Thorheiten, welche diese gute Prinzessin in der Folge beging, mit allen daher entspringenden Unfällen, waren Wirkungen der abschlägigen Antwort, die man einer so liebenswürdigen Amme gegeben hatte.“
In Pierer’s Universallexikon wird 100 Jahre nach Wielands Roman Carabosse als „…schielend, schwarz von Haut, mit krummen Beinen, großem Höcker, kurzem dicken Leib u. sehr großem Kopf, so dass ihre Knie am Kinn anstoßen…“ bezeichnet.
Im Ballett  Dornröschen mit der Musik von Pjotr Iljitsch Tschaikowski, das auf dem Märchen La belle au bois dormant von Charles Perrault aus dem Jahr 1696 beruht, ist eine der Hauptfiguren Carabosse.

## Quelle
- Christoph M. Wieland: Die Abenteuer des Don Sylvio von Rosalva, Reclam Stuttgart, 2001, S. 29
- Madame d'Aulnoy: La Princesse Printanière, Paris 1697